# キム・ハンビョル
キム・ハンビョル（ハングル表記：김한별、1981年9月15日 - ）は、大韓民国のKBS所属のアナウンサー。作家。ソウル市で生まれた。2001年に西江大学校に入学し、2008年に新聞放送学科を卒業した。2010年にKBSの第36期公開採用でアナウンサーとして採用され入局し、KBS光州放送総局で勤務している。アナウンサーとして2016年に韓国PD連合会TV部門進行者賞を受賞し、2020年に韓国アナウンサー大賞芸能部門TV進行賞を受賞した。著作家としては2015年に新聞記者などとの共著『고급언론고시 실전연습 작문편』（高級言論考試実戦練習作文編）を出版し、2017年と2018年に同じく共著で続編を出版した。2018年には育児のために休職した体験についてのエッセー『라테파파 KBS 김한별 아나운서의 육아대디 성장기』（ラテパパKBSキム・ハンビョルアナウンサーの育児ダディ成長記）を出版した。韓国では男性アナウンサーが育児のために休職したのはキム・ハンビョルがほぼ初めてという。他に作詞した曲「네가 웃으면」（きみが笑えば）を歌って同じく2018年に発売した。